# Vinson Filyaw
Vinson Filyaw (geb. am. 15. Dezember 1969; gest. vor oder am 3. Mai 2021) war ein US-amerikanischer Sexualstraftäter. Im Jahr 2006 entführte er die 14-jährige Elizabeth Shoaf aus Lugoff, South Carolina, vergewaltigte sie und hielt sie zehn Tage in einem unterirdischen Bunker gefangen. Filyaw wurde zu einer Haftstrafe von 421 Jahren ohne vorzeitige Begnadigungsmöglichkeit verurteilt und 2021 tot in seiner Gefängniszelle aufgefunden.

## Entführung von Elizabeth Shoaf
Filyaw entführte Shoaf am 6. September 2006, nachdem sie unweit ihres Hauses aus dem Schulbus gestiegen war. Er gab sich als Polizist aus, legte ihr Handschellen an und erklärte ihr, sie sei verhaftet worden, weil ihre Familie Marihuana angebaut habe. Daraufhin führte er sie in den Wald, vergewaltigte sie und zwang sie, eine Halskette zu tragen, die angeblich mit Sprengstoff versehen war. Er drohte ihr, sie und anschließend ihren jüngeren Bruder zu töten, wenn sie fliehen sollte. Nachdem er sie tiefer in den Wald gebracht hatte, brachte er sie in einen selbstgebauten unterirdischen Bunker, mit einer versteckten Tür, die mit Sprengstoff versehen war. Der Bunker, in dem er Shoaf festhielt, hatte einen Brunnen, ein Bett, einen Herd, einen Fernseher und eine Fluchtluke. Insgesamt hielt Filyaw die jugendliche Shoaf zehn Tage gefangen, wobei er sie täglich mehrfach vergewaltigte.
Shoaf berichtet, dass sie versuchte Filyaws Vertrauen zu gewinnen, um die Situation ertragbarer zu machen, indem sie etwa so tat, als habe sie die Vergewaltigung genossen, ihn liebe und mit ihm durchbrennen wolle. „Dann wurde ich nachts nicht angekettet, um schlafen zu können. Die sexuellen Übergriffe waren nicht so gewalttätig und er schrie mich nicht rund um die Uhr an und bedrohte mich“.
Hin und wieder erlaubte er der Jugendlichen auf seinem Handy Videospiele zu spielen. Eines Nachts, als Filyaw schlief, schrieb Shoaf ihrer Mutter eine SMS, wodurch die Polizei ihre zwischenzeitlich abgebrochenen Suchaktionen wieder aufnahm. Als Filyaw bemerkte, dass nach ihm gefahndet wurde, floh er aus dem Bunker, wurde jedoch bald von der Polizei verhaftet. Shoaf konnte aus dem Bunker fliehen und wurde von der Polizei gefunden.

## Verurteilung, Haft und Tod
Filyaw wurde vor Gericht gestellt und im September 2007 wegen diverser Straftaten wie Entführung, Vergewaltigung, Vortäuschung der Identität eines Polizeibeamten und viele weiteren, zu einer Haftstrafe von insgesamt 421 Jahren verurteilt. Sein Verteidiger Jack Duncan sagte, es sei die längste Einzelstrafe in der Geschichte von South Carolina. Der zuständige Staatsanwalt Barney Giese erklärte rückblickend: „Er war ein böser Kerl, so böse wie man nur sein kann, ohne jemanden zu töten.“
Am 3. Mai 2021 wurde Filyaw im Alter von 51 Jahren tot in seiner Gefängniszelle aufgefunden.

## Filmische Darstellung
2018 wurde Filyaws Verbrechen unter dem Namen Girl in the Bunker als Spielfilm verfilmt. Vinson Filyaw wurde dabei von Henry Thomas verkörpert, sein Opfer Elizabeth Shoaf von Julia Lalonde.